# Carios maritimus
Carios maritimus är en fästingart som beskrevs av Vermeil och Marguet 1967. Carios maritimus ingår i släktet Carios och familjen mjuka fästingar.
Artens utbredningsområde är Portugal. Inga underarter finns listade.